# Constantin Constantinescu-Claps
Constantin Constantinescu-Claps (1884–1961), var en rumänsk militär. Han är mest känd som befälhavare för den rumänska fjärde armén i Slaget vid Stalingrad 1942–1943.